# Jukka-Pekka Lehto
Jukka-Pekka Lehto (Ahlainen, 28 oktober 1958) is een hedendaags Fins componist en fluitist.

## Levensloop
In de Finse marine-muziekschool in Turku werd hij opgeleid tot militair-muzikant en werkte in de jaren 1980 en 1981 in het Fins marine-blaasorkest te Turku. Tegelijkertijd studeerde hij fluit aan het conservatorium in Turku in het vak als leerling van Ilari Lehtinen. In de jaren 1981 tot 1983 speelde hij in het Turku Philharmonic Orkest als fluitist mee. Hij studeerde verder aan de Sibelius-Akademie in Helsinki, waar hij zijn studie in 1987 afsloot hij met het diploma. Verder deed hij masterclasses bij Hans-Martin Linde, Peter-Lukas Graf, István Matuz en  William Bennett.
In 1983 werd hij als Regionaal artiest van Turku en het Pori District onderscheiden. In 1984 werd hij muziekdocent in de stad Uusikaupunki, Finland en sinds 1987 is hij eerste fluitist in het Pori Sinfonietta. 
Zijn compositie-stijl is vooral gebaseerd op het neoclassicisme en zijn oeuvre omvat werken voor orkest, harmonieorkest, kamermuziek en koorwerken.

## Composities

### Werken  voor orkest
- 2003 Lattomeri-sarja voor strijkorkest
- Nocturne voor fluit en strijkorkest
- Promenade ouverture voor orkest

### Werken voor harmonieorkest
- 1991 Suita voor harmonieorkest
  1. Bossa nova
  2. Ballata
  3. Marcia
- 1994 Suite 2 voor symfonisch blaasorkest
- 1995 Concertino voor trombone en harmonieorkest
- 1997 Kellojen legenda (De legende van de klokken) voor eufoniumsolo en harmonieorkest
- 1998 Fantasia concertante "Il Sonno" ("De slaap") voor solo fluit en harmonieorkest
- 2002 Rhapsodie voor fagot en blaasensemble
- 2003 Vocatio Interna
- At the time of Christmas Star
- Ballade voor trompet
- Breath of spring
- Dept of honour Mars
- Hot tango voor harmonieorkest
- Mixed finnish melodies voor harmonieorkest
- Sinfonietta voor harmonieorkest
- Variaties op een Fins volkslied
- Variazioni Dodecaphonici

### Kamermuziek
- 1995 Muunnelmia teemoineen laulusta "Maa on niin kaunis" (Thema en variaties) voor fluitensemble
- 1998 Lintuparvi, kesätuuli (zwerm van vogels) voor ongelimiteerd aantal fluiten in vijf groepen
- 2001 Fantasie voor fagotkwartet, gebaseerd op Personent hodie uit Piae cantiones, 1582
- 2002 Quintetto voor fluitensemble
  1. Racconto
  2. Sarabande
  3. Intermezzo
  4. Divertimento
- 2003 Sonatine voor fluit en piano
- A Sigyn voor 26 fluiten (ook piccolo) en altfluit
- Berceuse voor 7 fluiten en altfluit
- Chorale voor 8 fluiten (ook piccolo) en altfluit

### Werken voor koor en orkest
- 2003 Valkea maa voor kinderkoor en orkest - tekst: Pauli Ylitalo